# 松北街道
松北街道是中国黑龙江省哈尔滨市松北区下辖的一个街道，与松北镇实行“一个机构，两块牌子”。位于松花江北岸，与哈尔滨市城区隔江相望。2017年4月，松祥街道、松安街道从松北街道析出。